# ウィリアム・コリンズ (下院議員)
ウィリアム・コリンズ(William Collins、1818年2月22日 - 1878年6月18日)はニューヨーク州選出のアメリカ合衆国下院議員。

## 生涯
ニューヨーク州ロービルでエラ・コリンズの息子として生まれた。 法律を学び、弁護士となり、個人開業した。ルイス郡地方検事を務め、民主党から第30議会(1847年3月4日 - 1849年3月3日)に選出された。1848年に再選候補となった。1853年、クリーブランドに引っ越し、弁護士業の傍ら、銀行にも勤めた。湖岸鉄道と東クリーブランド鉄道理事も務めた。1856年、共和党に入党した。クリーブランドで死亡し、レイクビュー墓地に埋葬された。